# Gunungapi Wetar
Gunungapi Wetar is een stratovulkaan in de Bandazee, nabij het Indonesische eiland Wetar in de provincie Molukken. De hoogte van de vulkaan is slechts 282 meter boven zeeniveau, maar meet vanaf de zeebodem meer dan 5000 meter. Gunungapi betekent letterlijk vuurberg. De enige historisch bekende erupties waren in 1512 en 1699.